# Philodromus imbecillus
Philodromus imbecillus är en spindelart som beskrevs av Eugen von Keyserling 1880. Philodromus imbecillus ingår i släktet Philodromus och familjen snabblöparspindlar. Inga underarter finns listade i Catalogue of Life.